# Hoekige mutsjeslichtmot
De Hoekige mutsjeslichtmot (Acrobasis marmorea) (voorheen geplaatst in het geslacht Trachycera) is een nachtvlinder uit de familie Pyralidae, de snuitmotten. De spanwijdte van de vlinder bedraagt tussen de 18 en 23 millimeter. De soort overwintert als rups.

## Waardplanten
De hoekige mutsjeslichtmot heeft sleedoorn, en soms meidoorn en lijsterbes als waardplanten.

## Voorkomen in Nederland en België
De hoekige mutsjeslichtmot is in Nederland en in België een zeldzame soort. De soort kent één generatie die vliegt in juni, juli en augustus.